# Фланелевка
Флане́левка (также голландка синяя, разг. «фланка», «фланелька», на производстве «рубашка форменная типа А») — парадная форменная рубаха рядового и старшинского состава ВМФ из тёмно-синей плотной высококачественной шерстяной ткани (сукна матросского), с вырезом на груди и большим отложным воротником. С фланелевкой носится форменный матросский воротник, чёрные суконные брюки, кожаный матросский ремень с латунной пряжкой и хромовые ботинки. Погончики нашивные соответственно воинскому званию.
Фланелевка состоит из переда, спинки, воротника и рукавов. Перёд и спинка цельные. В верхней части переда, посредине, разрез. В конце разреза, с внутренней стороны, две пуговицы, а на спинке, около воротника, петля для пристёгивания форменного воротника. Воротник широкий отложной. Рукава втачные с манжетами, застёгивающимися на две металлические форменные пуговицы золотистого цвета. Внизу боковых швов разрезы (шлицы).
Для ношения на вахте использовался вариант фланелевка х/б из толстой мягкой х/б ткани (вельветона) тёмно-синего цвета (на сленге «караулка»).
Первоначально фланелевка имела маленький воротник и в холодную погоду надевалась поверх белой форменной рубахи (форменка) того же покроя, синий воротник которой выпускался наружу. Цвет воротника мог варьироваться в зависимости от принадлежности к той или иной флотилии.
С появлением отдельно сшитого форменного матросского воротника шерстяная фланелевка получила увеличенный воротник того же размера, поверх которого надевается матросский воротник и пристёгивается к фланелевке двумя пуговицами в нижней части разреза и петлёй на спинке.